# Eurovision Song Contest 2011
Eurovision Song Contest 2011 là cuộc thi Ca khúc truyền hình châu Âu thứ 56. Cuộc thi diễn ra ở nhà thi đấu Espirit tại thành phố Düsseldorf, Đức, sau chiến thắng của quốc gia tại cuộc thi năm 2010 với ca khúc "Satellite", biểu diễn bởi Lena Meyer-Landrut. Cuộc thi bao gồm hai vòng bán kết vào ngày 10 tháng 5 và 12 tháng 5, và đêm chung kết vào ngày 14 tháng 5 năm 2011. 
Azerbaijan là đất nước quán quân của cuộc thi này với ca khúc "Running Scared", biểu diễn bởi Ell & Nikki. Ý giành vị trí á quân với ca khúc "Madness of Love" bởi Raphael Gualazzi. Thụy Điển giành vị trí thứ 3 với ca khúc "Popular" bởi Eric Saade.

## Kết quả

Các nước tham dự vòng bán kết 1
Các nước được đặc cách vào vòng chung kết, nhưng cũng được quyền bầu chọn tại vòng bán kết 1
Các nước tham dự vòng bán kết 2
Các nước được đặc cách vào vòng chung kết, nhưng cũng được quyền bầu chọn tại vòng bán kết 2

### Bán kết 1
| Thứ tự | Quốc gia   | Nghệ sĩ                       | Ca khúc                 | Ngôn ngữ                 | Vị trí | Số điểm |
| ------ | ---------- | ----------------------------- | ----------------------- | ------------------------ | ------ | ------- |
| 01     | Ba Lan     | Magdalena Tul                 | "Jestem"                | Tiếng Ba Lan             | 19     | 18      |
| 02     | Na Uy      | Stella Mwangi                 | "Haba Haba"             | Tiếng Anh, Tiếng Swahili | 17     | 30      |
| 03     | Albania    | Aurela Gaçe                   | "Feel the Passion"      | Tiếng Anh, Tiếng Albania | 14     | 47      |
| 04     | Armenia    | Emma Bedschanjan              | "Boom Boom"             | Tiếng Anh                | 12     | 54      |
| 05     | Thổ Nhĩ Kỳ | Yüksek Sadakat                | "Live It Up"            | Tiếng Anh                | 13     | 47      |
| 06     | Serbia     | Nina Radojičić                | "Čaroban"               | Tiếng Serbia             | 8      | 67      |
| 07     | Nga        | Alexey Vorobyov               | "Get You"               | Tiếng Anh, Tiếng Nga     | 11     | 45      |
| 08     | Thụy Sĩ    | Anna Rossinelli               | "In Love for a While"   | Tiếng Anh                | 10     | 55      |
| 09     | Gruzia     | Eldrine                       | "One More Day"          | Tiếng Anh                | 6      | 74      |
| 10     | Phần Lan   | Paradise Oskar                | "Da Da Dam"             | Tiếng Anh                | 13     | 33      |
| 11     | Malta      | Glen Vella                    | "One Life"              | Tiếng Anh                | 11     | 54      |
| 12     | San Marino | Senit                         | "Stand By"              | Tiếng Anh                | 16     | 34      |
| 13     | Croatia    | Daria Kinzer                  | "Celebrate"             | Tiếng Anh                | 15     | 41      |
| 14     | Iceland    | Sjonni's Friends              | "Coming Home"           | Tiếng Anh                | 4      | 100     |
| 15     | Hungary    | Wolf Kati                     | "What About My Dreams?" | Tiếng Anh, Tiếng Hungary | 7      | 72      |
| 16     | Bồ Đào Nha | Homens da Luta                | "A luta é alegria"      | Tiếng Bồ Đào Nha         | 18     | 22      |
| 17     | Litva      | Evelina Sašenko               | "C'est ma vie"          | Tiếng Anh                | 5      | 81      |
| 18     | Azerbaijan | Ell & Nikki                   | "Running Scared"        | Tiếng Anh                | 2      | 122     |
| 19     | Hy Lạp     | Loukas Giorkas và Stereo Mike | "Watch My Dance"        | Tiếng Anh, Tiếng Hy Lạp  | 1      | 133     |

### Bán kết 2
| Thứ tự | Quốc gia             | Nghệ sĩ             | Ca khúc                 | Ngôn ngữ                 | Vị trí | Số điểm |
| ------ | -------------------- | ------------------- | ----------------------- | ------------------------ | ------ | ------- |
| 01     | Bosna và Hercegovina | Dino Merlin         | "Love in Rewind"        | Tiếng Anh, Tiếng Bosnia  | 5      | 109     |
| 02     | Áo                   | Nadine Beiler       | "The Secret Is Love"    | Tiếng Anh                | 7      | 69      |
| 03     | Hà Lan               | 3JS                 | "Never Alone"           | Tiếng Anh                | 19     | 13      |
| 04     | Bỉ                   | Witloof Bay         | "This Is the Night"     | Tiếng Anh                | 11     | 53      |
| 05     | Slovakia             | TWiiNS              | "I'm Still Alive"       | Tiếng Anh                | 13     | 48      |
| 06     | Ukraina              | Mika Newton         | "Angel"                 | Tiếng Anh                | 6      | 81      |
| 07     | Moldova              | Zdob şi Zdub        | "So Lucky"              | Tiếng Anh                | 10     | 54      |
| 08     | Thụy Điển            | Eric Saade          | "Popular"               | Tiếng Anh                | 1      | 155     |
| 09     | Síp                  | Christos Mylordos   | "San aggelos s'agapisa" | Tiếng Hy Lạp             | 18     | 16      |
| 10     | Bulgaria             | Poli Genova         | "Na inat"               | Tiếng Bulgaria           | 12     | 48      |
| 11     | Macedonia            | Vlatko Ilievski     | "Rusinka"               | Tiếng Macedonia          | 16     | 36      |
| 12     | Israel               | Dana International  | "Ding Dong"             | Tiếng Do Thái, Tiếng Anh | 15     | 38      |
| 13     | Slovenia             | Maja Keuc           | "No One"                | Tiếng Anh                | 3      | 112     |
| 14     | România              | Hotel FM            | "Change"                | Tiếng Anh                | 4      | 111     |
| 15     | Estonia              | Getter Jaani        | "Rockefeller Street"    | Tiếng Anh                | 9      | 60      |
| 16     | Belarus              | Anastasia Vinnikova | "I Love Belarus"        | Tiếng Anh                | 14     | 45      |
| 17     | Latvia               | Musiqq              | "Angel in Disguise"     | Tiếng Anh                | 17     | 25      |
| 18     | Đan Mạch             | A Friend in London  | "New Tomorrow"          | Tiếng Anh                | 2      | 135     |
| 19     | Ireland              | Jedward             | "Lipstick"              | Tiếng Anh                | 8      | 68      |

### Chung kết
| Thứ tự | Quốc gia             | Nghệ sĩ                       | Ca khúc                   | Ngôn ngữ                 | Vị trí | Số điểm |
| ------ | -------------------- | ----------------------------- | ------------------------- | ------------------------ | ------ | ------- |
| 01     | Phần Lan             | Paradise Oskar                | "Da Da Dam"               | Tiếng Anh                | 21     | 57      |
| 02     | Bosna và Hercegovina | Dino Merlin                   | "Love in Rewind"          | Tiếng Anh, Tiếng Bosnia  | 6      | 125     |
| 03     | Đan Mạch             | A Friend in London            | "New Tomorrow"            | Tiếng Anh                | 5      | 134     |
| 04     | Litva                | Evelina Sašenko               | "C'est ma vie"            | Tiếng Anh                | 19     | 63      |
| 05     | Hungary              | Wolf Kati                     | "What About My Dreams?"   | Tiếng Anh, Tiếng Hungary | 19     | 63      |
| 06     | Ireland              | Jedward                       | "Lipstick"                | Tiếng Anh                | 8      | 119     |
| 07     | Thụy Điển            | Eric Saade                    | "Popular"                 | Tiếng Anh                | 3      | 185     |
| 08     | Estonia              | Getter Jaani                  | "Rockefeller Street"      | Tiếng Anh                | 24     | 44      |
| 09     | Hy Lạp               | Loukas Giorkas và Stereo Mike | "Watch My Dance"          | Tiếng Anh, Tiếng Hy Lạp  | 7      | 120     |
| 10     | Nga                  | Alexey Vorobyov               | "Get You"                 | Tiếng Anh, Tiếng Nga     | 16     | 77      |
| 11     | Pháp                 | Amaury Vassili                | "Sognu"                   | Tiếng Corse              | 15     | 82      |
| 12     | Ý                    | Raphael Gualazzi              | "Madness of Love"         | Tiếng Ý                  | 26     | 7       |
| 13     | Thụy Sĩ              | Anna Rossinelli               | "In Love for a While"     | Tiếng Anh                | 2      | 189     |
| 14     | Anh Quốc             | Blue                          | "I Can"                   | Tiếng Anh                | 11     | 100     |
| 15     | Moldova              | Zdob şi Zdub                  | "So Lucky"                | Tiếng Anh                | 12     | 97      |
| 16     | Đức                  | Lena Meyer-Landrut            | "Taken by a Stranger"     | Tiếng Anh                | 10     | 107     |
| 17     | România              | Hotel FM                      | "Change"                  | Tiếng Anh                | 17     | 77      |
| 18     | Áo                   | Nadine Beiler                 | "The Secret Is Love"      | Tiếng Anh                | 18     | 64      |
| 19     | Azerbaijan           | Ell & Nikki                   | "Running Scared"          | Tiếng Anh                | 1      | 221     |
| 20     | Slovenia             | Maja Keuc                     | "Standing Still"          | Tiếng Anh                | 13     | 96      |
| 21     | Iceland              | Sjonni's Friends              | "Coming Home"             | Tiếng Anh                | 20     | 61      |
| 22     | Tây Ban Nha          | Lucía Pérez                   | "Que me quiten lo bailao" | Tiếng Tây Ban Nha        | 23     | 50      |
| 23     | Ukraina              | Mika Newton                   | "Angel"                   | Tiếng Anh                | 4      | 159     |
| 24     | Serbia               | Nina Radojičić                | "Čaroban"                 | Tiếng Serbia             | 14     | 85      |
| 25     | Gruzia               | Eldrine                       | "One More Day"            | Tiếng Anh                | 9      | 110     |